# Chaudhuria fusipinnis
Chaudhuria fusipinnis е вид лъчеперка от семейство Chaudhuriidae.

## Разпространение и местообитание
Този вид е разпространен в Лаос.
Обитава крайбрежията на сладководни басейни и реки.

## Описание
На дължина достигат до 4,5 cm.